# Hadena krauti
Hadena krauti är en fjärilsart som beskrevs av Lax. 1925. Hadena krauti ingår i släktet Hadena och familjen nattflyn. Inga underarter finns listade i Catalogue of Life.